# Sara Isabella Jønsson
Sara Isabella Jønsson (født 22. marts 1991) er en dansk manuskriptforfatter, som blev uddannet fra Den Danske Filmskole i 2019.
Hun spillefilmdebuterede som manuskriptforfatter med Guldkysten (2015), som hun skrev med instruktør Daniel Dencik. Hun fortsætter samarbejdet med Dencik på Miss Osaka (2021). 
Jønsson har også skrevet manuskript til Hvor kragerne vender (2021) instrueret af Lisa Jespersen, som hun vandt en Robertpris for og Ustyrlig (2023) instrueret af Malou Reymann, som hun vandt både en Robert og en Bodil for. 
Hun står også bag manuskriptet til spændingsserien Dark Horse, produceret af Monolit Film for TV 2 Echo, som var udtaget til Cannes International Series Festival 2024.. 
Jønsson er gift med filminstruktør og manuskriptforfatter Nikolaj Arcel, som hun har to børn med.